# Antenna 5
Antenna 5 è stata una rete televisiva regionale con sede a Empoli (FI), nella zona industriale Terrafino. In passato ha fatto parte del circuito Supersix.

## Storia
L'emittente nacque a Empoli nel novembre 1977 con il nome di Tv Empoli per iniziativa di Ermeo Tognetti, proponendo alcuni programmi sperimentali irradiati dal canale uhf 49.
Nel 1978 una cordata di imprenditori capitanati da Vittorio Falai rilevò l'emittente, che fu rinominata Antenna 5.
Negli anni Ottanta fu legata al circuito nazionale Supersix fin dai primi mesi dalla sua nascita e lo rimase fino alla chiusura dello stesso, avvenuta il 3 ottobre 2008. In tutti gli anni di affiliazione al circuito mantenne una qualità dei programmi sopra la media delle TV locali, proponendo per intero il palinsesto giornaliero nazionale, ma mantenendo inalterate le principali rubriche a carattere locale, come il telegiornale A5 cronaca, e le trasmissioni sportive della squadra di calcio dell'Empoli, che negli anni si è alternata tra la serie A e la serie B.
Dopo il distacco da Supersix non riuscì a ritagliarsi una fetta di spettatori adeguata, causa anche la tipologia di trasmissioni autoprodotte, che oramai ricalcavano senza molte modifiche quelle presenti sugli schermi praticamente dalla sua nascita.
Nel 2011 l'emittente venne inizialmente esclusa dalla graduatoria degli operatori di rete DTT in Toscana; poi ottenne una propria frequenza, la UHF 21 per l'area di Empoli. Inoltre apparve su uno slot del Multiplex di Toscana TV, estendendo la sua area di copertura.
Nel 2018 la rete, oramai in grave crisi economica, eliminò definitivamente dalla sua programmazione l'ormai storico telegiornale A5 Cronaca e ogni forma di rubrica sportiva, pur essendo la squadra locale in serie A, e mantenne solo poche rubriche prodotte da terze parti. Nella primavera dello stesso anno le fu notificato lo sfratto dalla sede di via 1º Maggio, nella zona industriale del Terrafino; seguirono alcuni mesi di proroga in cui l'azienda cercò di trovare acquirenti per evitarne la chiusura. Chiuse definitivamente i battenti il 1º ottobre.

## Programmi
- A5 Cronaca
- Stadio Azzurro
- Il Fantino Disperso
- Aiuto sto studiando
- Casinò Royale
- Di che segno sei?
- Pomeriggio in compagnia
- Video Volley
- Sfilate di moda
- Tutti insieme tombolissimamente giocando
- A come Empoli
- Terra nostra
- Tra palco & proscenio - Accendi il teatro in TV
- FIPILI - La superstrada delle risate
- La strada
- Ennecomeneve
- Domenica Azzurra
- Hard Trek
- Pull
- Arti marziali
- Il sindaco risponde
- Pegaso
- Agri sapori
- Le nuove stagioni
- Eventi moda
- Made in Italy

## Personale

### Giornalisti
- Moira Falai
- Antonio Bassi, giornalista de La Nazione
- Alessandro Lippi
- Miriam Falai
- Giuliano Taddei
- Giovanni Scarselli
- Alessandra Nespeca

### Presentatori
- Alberto Pozzolini
- Fabiola Lelli

### Direttori artistici
- Nicola Pannocchi

### Altri componenti della redazione
- Diego Falai
- Consuelo Falai
- Moira Falai
- Alessandra Falai
- Esmeralda Falai